# Mike Rogers (homme politique, 1958)
Pour les articles homonymes, voir Mike Rogers et Rogers.
Michael Dennis Rogers dit Mike Rogers, né le 16 juillet 1958 à Hammond, dans l'Indiana, est un homme politique américain. Membre du Parti républicain, il est élu de l'Alabama au congrès des États-Unis depuis 2003. 

## Biographie
Diplômé de l'université d'État de Jacksonville, Mike Rogers est élu à la commission du comté de Calhoun de 1987 à 1990. Il est élu à la Chambre des représentants de l'Alabama à partir de 1994, où il dirige la minorité républicaine entre 1998 et 2000.
En 2002, il se présente à la Chambre des représentants des États-Unis dans le 3e district de l'Alabama. Il espère succéder au républicain Bob Riley, candidat au poste de gouverneur. Il affronte le démocrate Joe Turnham, qui avait été largement battu par Riley en 1998. Le Parti démocrate se divise durant sa primaire et Rogers reçoit le soutien de Gerald Willis, le démocrate battu par Turnham. Rogers est élu représentant avec 50,3 % des voix contre 48,2 % pour Turnham.
Il est réélu en 2004 et 2006 avec environ 60 % des suffrages. En 2008, il remporte 53,4 % des voix face au démocrate Joshua Segall. Il est réélu avec 59,4 % des suffrages en 2010, 64 % en 2012 et 66,1 % en 2014.

## Historique électoral

### Chambre des représentants
| Année | Mike Rogers | Démocrate | Libertarien |
| ----- | ----------- | --------- | ----------- |
| Année |             |           |             |
| 2002  | 50,3 %      | 48,2 %    | 1,4 %       |
| 2004  | 61,2 %      | 38,8 %    | –           |
| 2006  | 59,2 %      | 38,5 %    | –           |
| 2008  | 54,1 %      | 45,9 %    | –           |
| 2010  | 59,2 %      | 40,5 %    | –           |
| 2012  | 64,0 %      | 35,8 %    | –           |
| 2014  | 66,1 %      | 33,7 %    | –           |
| 2016  | 66,9 %      | 32,9 %    | –           |
| 2018  | 63,72 %     | 36,22 %   | –           |
| 2020  | 67,46 %     | 32,46 %   | –           |
| 2022  | 71,20 %     | 25,10 %   | 2,00 %      |
| 2024  | 97,9 %      | –         | –           |